# Absorbância
Absorbância, também chamada de absorvância, é a capacidade intrínseca dos materiais em absorver radiações em frequência específica. Usualmente, tal propriedade é empregada na análise de soluções em química analítica.
Em espectroscopia, a absorbância ({\displaystyle A\,}) é definida como
{\displaystyle A_{\lambda }=\log _{10}\left({\frac {I_{0}}{I}}\right)},
onde {\displaystyle I\,} é a intensidade da luz com um comprimento de onda específico {\displaystyle \lambda \,} e que é passada por uma amostra (intensidade da luz transmitida) e {\displaystyle I_{0}\,} é a intensidade da luz antes que entre na amostra (intensidade da luz incidente).
As medidas de absorbância são frequentemente usadas em química analítica, já que a absorbância é proporcional à espessura de uma amostra e a concentração da substância nesta, em contraste à transmitância {\displaystyle {\frac {I}{I_{0}}}}, a qual varia exponencialmente com a espessura e a concentração. (Ver a lei de Beer-Lambert).

## Explicação
Ao se incidir luz em um material, fótons de determinados comprimentos de onda serão absorvidos quando estes possuem a energia correspondente à diferença entre dois níveis energéticos dos átomos ou moléculas que estão atravessando. A energia é transferida para o material, e o feixe incidente sofre diminuição do número de fótons por segundo naqueles comprimentos de onda, sendo portanto atenuado.
O termo absorção refere-se ao processo físico de absorver a luz, enquanto absorbância refere-se à quantificação matemática. Também, absorbância não mede sempre a absorção: se uma dada amostra é, por exemplo, uma suspensão (dispersão), parte da luz incidente irá de fato ser dispersada pelas partículas suspensas, e não propriamente absorvida. Absorbância somente contempla o raio de luz transmitido sobre a luz incidente, não o mecanismo pelo qual a intensidade da luz decresce. Apesar deste fato, absorbância pode ainda ser usada para determinar concentrações (de partículas) em alguns casos, sendo maior sua precisão quanto menor a interferência do espalhamento, uma vez que a luz transmitida levará em conta a fração absorvida e a fração dispersada (espalhamento de Rayleigh). Medidas de absorbância para quantificação de substâncias obtêm melhores resultados quando feitas em soluções diluidas.
Fora do campo da química analítica, a absorvância é algumas vezes definida como o logaritmo natural ao invés do logaritmo de base {\displaystyle 10}.
Embora a absorvância não tenha unidades verdadeiras, é frequentemente tratada em "Unidades de Absorvância" ou {\displaystyle AU}.

## Medição

### Método
A medida da absorbância de uma substância é realizada em um espectrofotômetro. As medidas são usualmente realizadas em solução. Luz monocromática do comprimento de onda desejado atravessa uma cubeta contendo a amostra, e outro feixe idêntico de luz atravessa um branco, composto pela cubeta preenchida pelo mesmo solvente da amostra, porém sem a substância sendo analisada.  Um detector mede a intensidade dos feixes transmitidos. Alguns equipamentos requerem que o branco seja medido antes da amostra, enquanto outros medem os dois simultaneamente. A comparação com o branco, garante que só será avaliada a absorbância relativa ao soluto de interesse, e a absorbância do solvente e as perdas por reflexões na cubeta serão descontadas. A absorbância é dada por:
{\displaystyle A=-log\left({\frac {I_{amostra}}{I_{branco}}}\right)}
Quanto maior for o comprimento atravessado pelo feixe (caminho ótico), maior será a absorbância, pois o feixe interagirá com mais partículas da substância atenuadora. Normalmente, utilizam-se cubetas padrão com comprimento interno de 1 cm.

### Absorbância e transmitância
Como a absorbância é uma medida logarítmica de uma razão de intensidades luminosa, não possui dimensionalidade. O logaritmo em base 10 gera a seguinte relação:
| Absorbância: −log10(I/Io) | Transmitância: I/Io |
| ------------------------- | ------------------- |
| 0                         | 1                   |
| 0.1                       | 0.79                |
| 0.25                      | 0.56                |
| 0.5                       | 0.32                |
| 0.75                      | 0.18                |
| 0.9                       | 0.13                |
| 1                         | 0.1                 |
| 2                         | 0.01                |
| 3                         | 0.001               |

Dessa maneira, uma absorção de 1 significa que 90% da luz está sendo atenuada. uma absorção de 2 implica atenuação de 99%.

### Limites de medição
Boa parte dos equipamentos perdem a relação linear quando a absorbância é superior a 2 (1% de transmissão), e devem ser diluídas. Medidas de valores de absorbância menores que 0,0001  são  de difíceis realização. A quantificação também é desaconselhada para soluções com concentrações superiores a 0,01Mol/L, devido a ocorrência de interações soluto-soluto que alteram a extensão da absorção. Neste caso também recomenda-se a diluição.

### Espectro de absorção
Um espectrofotômetro também pode ser usado para se medir absorbância de uma amostra em diversos comprimentos de onda a intervalos regulares. O  gráfico Absorbância x comprimento de onda (ou frequência ou número de onda) resultante é denominado espectro de absorção. O espectro de absorção pode ser utilizado para analisar todas as absorções realizadas pelo analito, selecionar quais os melhores comprimentos de onda para realização de medições, e na identificação de transições eletrônicas . A coloração da amostra está associada a seu espectro de absorção.